# Juan Esteban Rodríguez Segura
Juan Esteban Rodríguez Segura (Santiago, Chile; 24 de abril de 1818-Ibídem; 17 de septiembre de 1901) fue un abogado, diputado e intendente y senador chileno, quien sería, aunque sin confirmación alguna, el único hijo conocido del patriota Manuel Rodríguez Erdoíza. Fue abuelo del expresidente de Chile Juan Esteban Montero Rodríguez.

## Nacimiento

### Infancia
Fue criado al amparo de su madre y no reconocido, al menos abiertamente, por ningún pariente de la familia de su presunto padre, es decir los Rodríguez-Erdoiza. Sin embargo, en su registro de defunción del año 1901 (Circunscripción de Santiago, página 324, registro 3051), se indica que sus padres fueron José Luis Rodríguez y Francisca Segura, sin mencionar a Manuel Rodríguez Erdoíza. No obstante estos misterios, respecto de su nacimiento, Juan Esteban Rodríguez es mencionado por importantes historiadores chilenos —tales como Gustavo Opazo Maturana, Armando de Ramón, Alejandro Chelén Rojas y Manuel Balbontín— como el único hijo conocido del patriota, cosa que él mismo declaró personalmente en 1875.
Asimismo, las fechas de la concepción y nacimiento cuadran perfectamente; esto unido a la tradición de la familia de descendientes de Juan Esteban, configuran una clara comprobación de la veracidad de este hecho tan ocultado por la historia tradicional.
Se educó en el naciente Instituto Nacional, cursó la carrera de leyes en la Universidad de Chile, se graduó de abogado en 1853 y ejerció la profesión de abogado por breve tiempo.

### Matrimonios e hijos
En 1842 contrajo matrimonio con la viuda Carmen Herrera Gallegos, dama que poseía extensas tierras en la localidad de Pumanque. Inició labores agrícolas explotando los predios de su esposa y adquirió posteriormente para sí la hacienda Pumanque, donde residió en forma muy habitual hasta su muerte, propiedad que heredaron sus descendientes Olivares Rodríguez y posteriormente Vial Rodríguez.
Tras el fallecimiento de su primera esposa en 1854, contrajo nupcias con su cuñada, Ignacia Herrera Gallegos. Entre ambos matrimonios tuvo 14 hijos, uno de ellos Manuel Galvarino falleció de niño.

## Carrera política
Desde siempre militó en el Partido Nacional, de tendencia liberal moderada. Hacia 1855, y al amparo político de Antonio Varas de la Barra, quien vio en él una gran capacidad y habilidad política acompañadas de una fluida oratoria de tribuno, comenzó su carrera de la mano del Partido Nacional.
En paralelo a su actividad como diputado, ejerció como intendente de Copiapó (1856-1858) e intendente de Talca (1859-1864), periodo en el que es recordado como el más progresista intendente del siglo XIX concretando numerosas obras públicas. Fue elegido diputado por Curicó en 1855 y 1858, por Copiapó y Freirina en 1861, por Linares y Parral en 1864, por Santa Cruz y Vichuquén en 1876 y por Petorca en 1888 y 1894. Asimismo, ocupó el cargo de senador por Curicó durante 14 años.
Durante la Guerra Civil en 1891, tuvo destacada participación en el bando del Congreso, siendo citado y consultado habitualmente en los primeros días después de la caída del presidente Balmaceda.
En las postrimerías de su vida, asumió como director de la Caja Hipotecaria de Chile, institución crediticia antecesora del Banco Estado. Falleció a la edad de 83 años.